# Oxira provincialis
Oxira provincialis är en fjärilsart som beskrevs av Corti och Max Wilhelm Karl Draudt 1933. Oxira provincialis ingår i släktet Oxira och familjen nattflyn. Inga underarter finns listade i Catalogue of Life.